# Le Pin-au-Haras
Le Pin-au-Haras is een gemeente in het Franse departement Orne (regio Normandië) en telt 360 inwoners (2006). De plaats maakt deel uit van het arrondissement Argentan.
In deze plaats bevindt zich Haras du Pin, een van de twintig nationale stoeterijen en dekstations, waar onder andere de dekhengsten van de Percheron en de Selle Français ter dekking staan. Deze plek wordt wel 'het Versailles van het paard' genoemd. Tot de kunstschilders die zich hier lieten inspireren behoren Edgar Degas, Raoul Dufy en André Mare.

## Geografie
De oppervlakte van Le Pin-au-Haras bedraagt 8,6 km², de bevolkingsdichtheid is 42,6 inwoners per km².
De onderstaande kaart toont de ligging van Le Pin-au-Haras met de belangrijkste infrastructuur en aangrenzende gemeenten.

## Demografie
Onderstaande figuur toont het verloop van het inwonertal (bron: INSEE-tellingen).